# Steina (Wutach)
Die Steina, früher auch Steinach, ist ein Fluss, der auf den Höhen des Südschwarzwalds im dünn besiedelten Gebiet zwischen Lenzkirch und dem Schluchsee in der Gemeindegemarkung von Schluchsee entsteht. Die Quelle liegt etwa 1,6 km nordöstlich des Ortsrandes bei einer Kreisstraßengabel am Waldrand. In einem leichten Rechtsbogen fließt sie insgesamt nach Süden und mündet am Siedlungsrand von Lauchringen zu Waldshut-Tiengen von rechts und zuletzt Nordosten in die Wutach. Größter Zufluss ist der 6,6 km lange rechte Erlenbach, der noch am Anfang des Mittellaufes zumündet; weiter flussabwärts erreichen sie dann nur noch recht kurze Nebenflüsse, weil ihr Einzugsgebiet hier zwischen dem der aufnehmenden Wutach links, die sich schon sehr dicht aus dem Nordosten genähert hat, und dem der im Westen sehr dicht und fast parallel laufenden Schlücht eng eingezwängt ist.

## Geografie, Geologie und Topografie

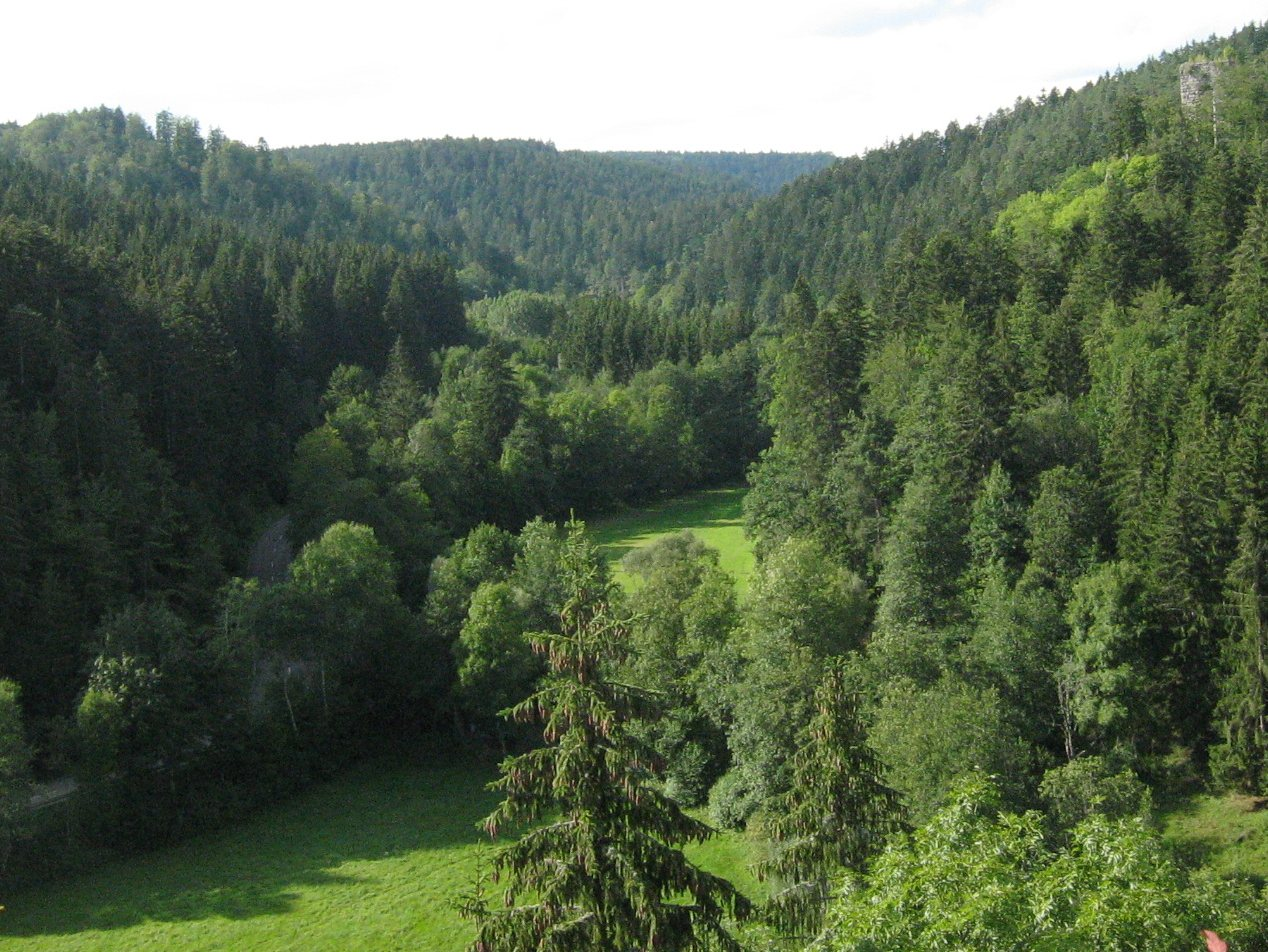
Das obere Steinatal von der Burgruine Roggenbach aus. Rechts oben: Burgruine Steinegg

Das Steinatal wurde in den Eiszeiten durch Erosion und Abfluss der Schmelzwässer des Feldberg-Gletschers geformt. Die Steina entspringt in den Hochwäldern des Südschwarzwaldes etwa 2,5 km nordöstlich der Ortschaft Schluchsee bei Dresselbach. Schon nach etwa 2 km liegt das Flussbett in einem beachtlichen Tal von nahezu 100 m Tiefe. Der weitere stark gewundene Verlauf bleibt fast bis zur Mündung in einem tiefen Taleinschnitt mit zunächst mäßig steilen bewaldeten Hängen und einzelnen Auen. Der Oberlauf ist zwischen Bonndorf und Detzeln mit steilen, felsdurchsetzten Hängen in das Grundgebirge des Südschwarzwaldes eingeschnitten. Unterhalb Wittlekofen folgen weniger steile Hänge im hier weicheren Buntsandstein. Oberhalb von Detzeln durchfließt sie rhyolithhaltige Gesteine des Perm, sowie Gneismetatexit und Porphyr, die hier in einem Steinbruch gewonnen werden. Unterhalb Detzeln bei Lauchringen trifft der Fluss auf die Muschelkalkschichten der Mettauer Überschiebung. Der Schwarzwälder Schriftsteller Heinrich Hansjakob nennt das Steinatal in seinen Reisebeschreibungen eines der schönsten Schwarzwaldtäler. Teile des Gebietes befinden sich im Naturpark Südschwarzwald. Der Unterlauf vor der Mündung ist als Geotop ausgewiesen.

## Versickerung

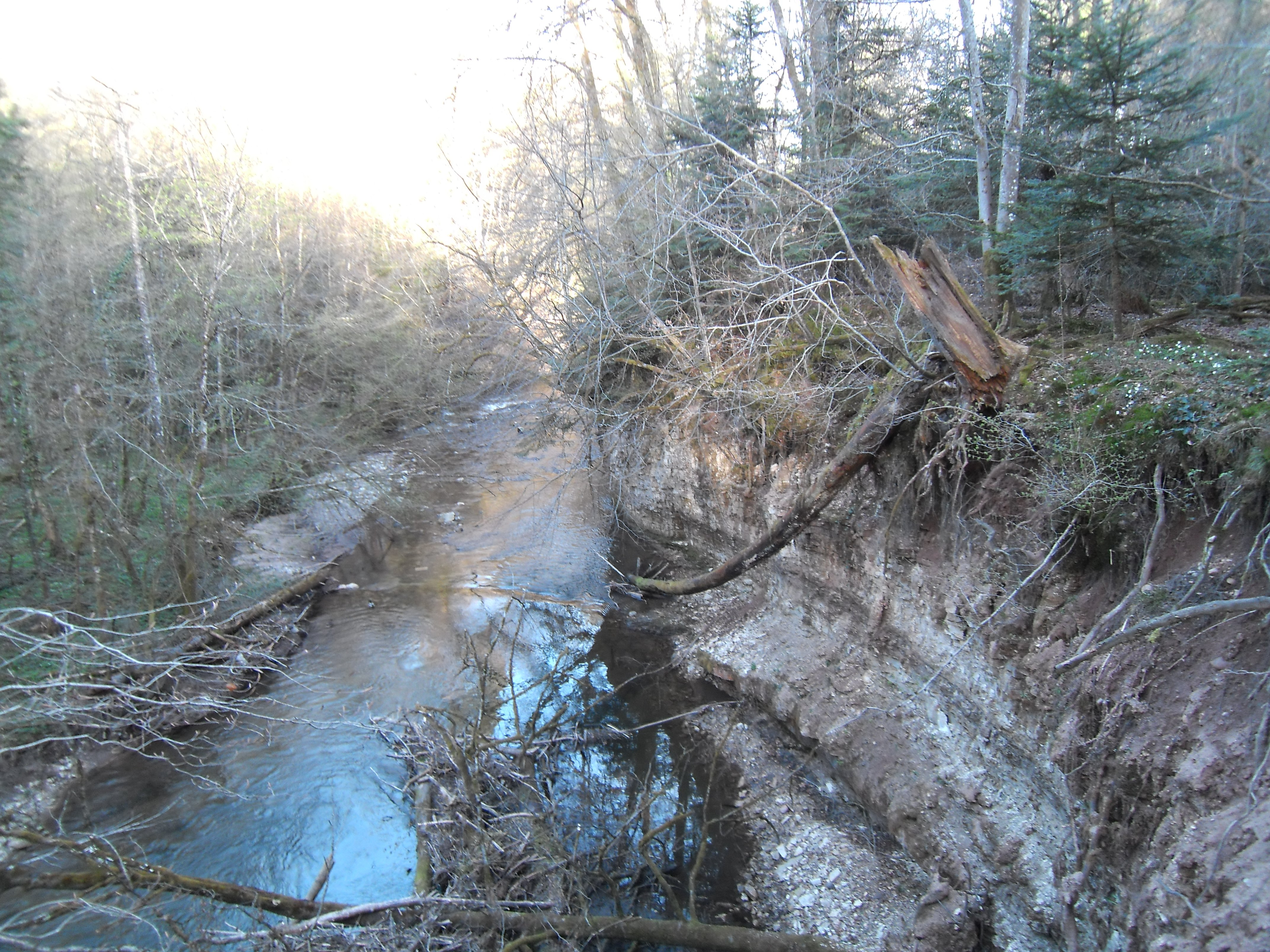
Die Steina nahe der L159 bei Tiengen

Am Übergang der Steina in das Tal der Wutach, etwa 1 km vor der Mündung, verläuft das Flussbett in Mäandern durch einen kleinen Canyon über eine poröse und ausgewaschene Muschelkalk-Formation, in der ein Teil des Wassers versickert. Der untere Abschnitt des Flusses im Hauptmuschelkalk fällt bei Niedrigwasser trocken. Der Geologe Rudolf Metz beschrieb darin eine etwa 5 cm starke quarzreiche Bank mit Pyritkristallen. Das an der Versickerungsstelle Äule verschwundene Steinawasser tritt im Hangenden am rechten Ufer der Wutach bei der Fischzuchtanstalt (heute Gärtnerei) in kräftigen Karstquellen aus. Das Wasser versinkt augenfällig in den Felsplatten. Das nach rund 1,6 km langem unterirdischen Lauf wieder zutage tretende Steinawasser bildet den Siechenbach, der nach kurzem Lauf nach Südwest in die Wutach mündet. Auch der Ibrunnen unterhalb der Lauffenmühle bei der Honeggerei ist eine Muschelkalkquelle. Beim Bau der A98 stieß man 1991 auf eine mehr als hundert Meter lange Muschelkalkhöhle, in der ein kleines Kieferstück mit drei Placoduszähnen entdeckt wurde. Die Höhle wurde nach kurzer Erkundung durch Fachleute wieder verschlossen.
Ein Teil des versickerten Wassers, der nicht mehr in den Fluss zurück fließt, wird vermutlich Teil eines großen Grundwasserstroms aus dem Klettgautal. In den auf den Muschelkalk aufliegenden Kiesablagerungen des Klettgau-Rheintals, des einstigen Rheinverlaufs in der Mindel-Kaltzeit und Riß-Kaltzeit, trifft das Sickerwasser der Steina auf das Grundwasser der Wutach und fließt wahrscheinlich in den eiszeitlichen Kiesablagerungen zwischen dem Bürgerwald (ca. 400 m ü. NN) und Vitibuck hindurch, um bei Ettikon, wo der Rhein ebenfalls die Muschelkalkschicht mit den Stromschnellen des Ettikoner Lauffen überfließt, das heutige Rheintal zu erreichen.

## Verkehrserschließung

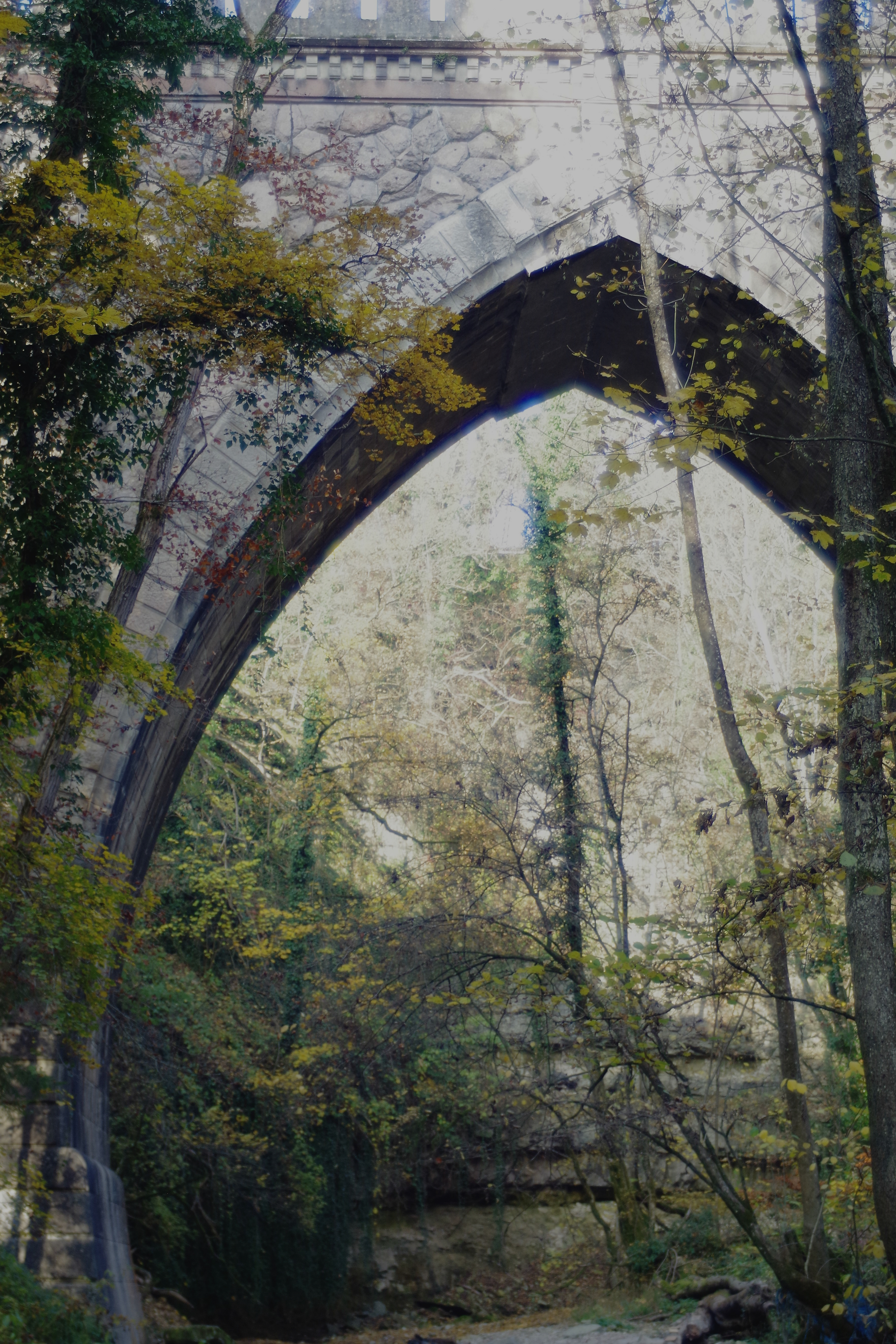
Spitzbogenviadukt über die Steina von 1862 zwischen Tiengen und Unterlauchringen

Durch das Tal der Steina führt die Landstraße 159 von der B 34 in Waldshut-Tiengen bis zur Steinasäge, Gemeinde Bonndorf im Schwarzwald, wo sie von der, von Bonndorf kommend das Tal querenden, L 170 aufgenommen wird. Die restlichen ca. 9 km des Tales wird der Fluss fast auf der ganzen Länge von einer Gemeindestraße begleitet. Eine einspurige Straße führt bis Sommerau. Oberhalb der Roggenbacher Schlösser besteht eine Verbindung an der linken Talwange nach Wittlekofen. Beim Obermettinger Sägewerk kreuzt die Querverbindung von Obermettingen nach Ühlingen das Steinatal, weiter unten bei der ehemaligen Illmühle besteht eine Querverbindung von Birkendorf nach Bettmaringen, Die Steina fließt bei Untermettingen unterhalb der Burg Untermettingen vorbei nach Detzeln. Das Steinatal ist ein beliebtes Ausflugsziel. Es tummeln sich hier Radfahrer, Autofahrer und insbesondere Motorradfahrer, die die kurvenreiche Strecke genießen. Am Unterlauf der Steina überquert die Hochrheinbahn mit einem Sandsteinviadukt, ausgeführt als neugotischer Spitzbogen, die Steinaschlucht zwischen Tiengen und Lauchringen.

## Burgen im Steinatal
Das Tal der Steina war im Mittelalter wegen seiner Lage am Übergang von Schwarzwald zum Klettgau strategisch für den Bau von Burgen interessant. Folgende Burgruinen liegen im Tal der Steina:
- Burg Krenkingen (ca. 1 km östlich von Krenkingen, Stadt Waldshut-Tiengen)
Lage: 47° 40′ 58″ N, 8° 19′ 18″ O
- Burg Roggenbach (ca. 1,7 km südwestlich von Wittlekofen, Stadt Bonndorf)
Lage: 47° 46′ 9″ N, 8° 20′ 18″ O
- Burg Steinegg (ca. 1,5 km südwestlich von Wittlekofen, Stadt Bonndorf)
Lage: 47° 46′ 20″ N, 8° 20′ 10″ O

## Mühlen und Sägereien entlang der Steina
Die Wasserkraft der Steina wurde und wird durch mehrere Getreide- bzw. Sägemühlen genutzt, so die Steinasäge, Wellendinger Säge, Illmühle und Untermettinger Säge.